# Cantó de La Breda
El cantó de La Breda és un cantó francès del departament de la Gironda, situat al districte de Bordeus. Té 13 municipis i el cap és La Breda.

## Municipis
- Aiga Mòrta de las Gravas
- Bautiran
- La Breda
- Cabanac e Vilagrans
- Cadaujac
- Castra de Gironda
- L'Isla Sent Jòrgi
- Leonhan
- Martilhac
- Sent Medard d'Aruan
- Sent Maurilhon
- Sent Seuve
- Saucats

## Història
| Data d'elecció                           | Identitat        | Partit | Qualitat |
| ---------------------------------------- | ---------------- | ------ | -------- |
| 1945-1961                                | Henri Doublet    | UDR    |          |
| 1961-1998                                | Hubert Lagoueyte | CNI    |          |
| 1998-                                    | Bernard Fath     | PS     |          |
| les dades anteriors no són pas conegudes |                  |        |          |
|                                          |                  |        |          |

## Demografia
| 1962   | 1968   | 1975   | 1982   | 1990   | 1999   | 2006   |
| ------ | ------ | ------ | ------ | ------ | ------ | ------ |
| 12.519 | 14.335 | 18.101 | 23.047 | 27.872 | 30.883 | 34.919 |